# 洋食

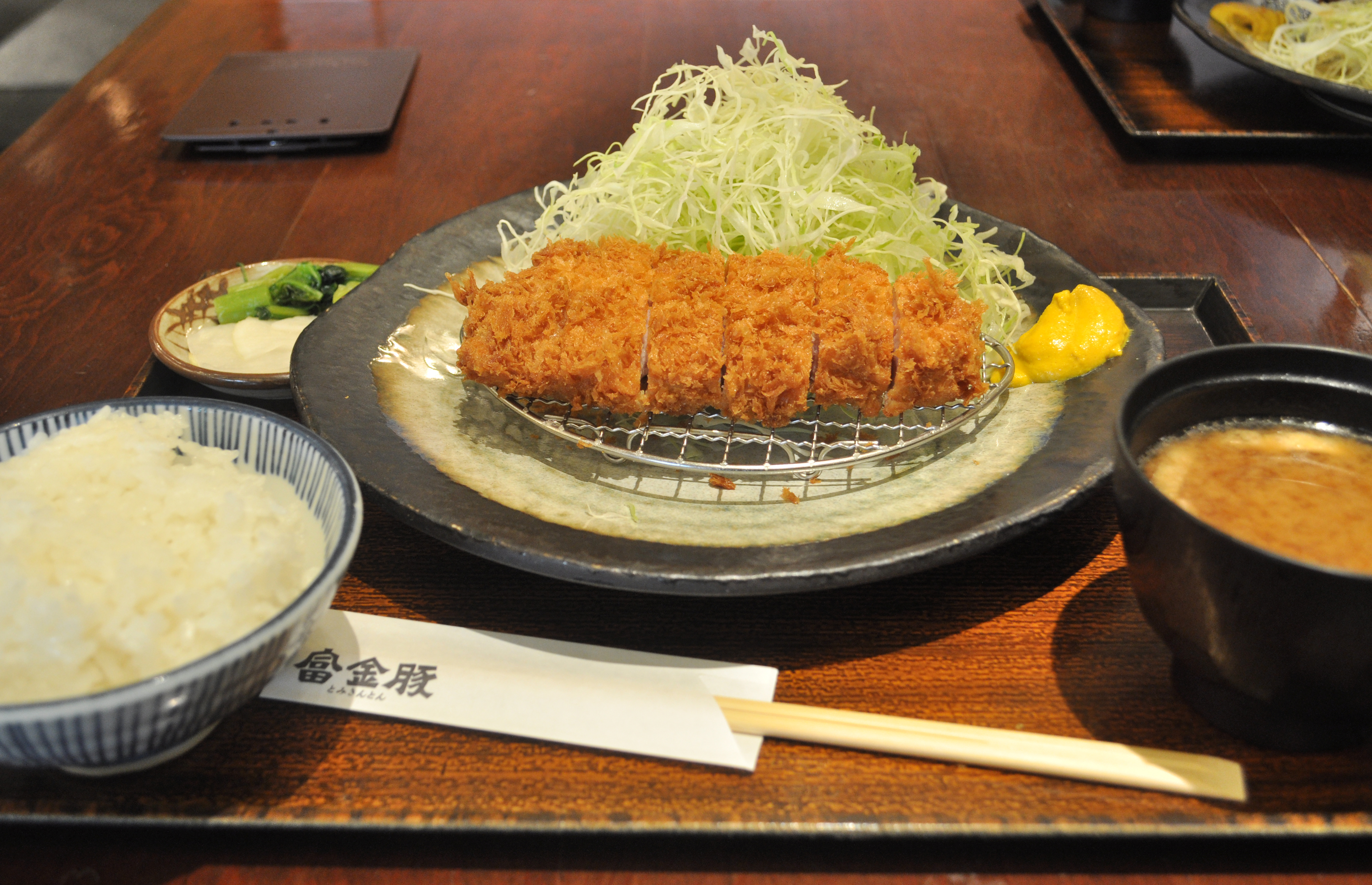
吉列豬排

洋食（日语：／ Yōshoku），指的是一類經過日本本土化後的西餐，即日式西餐。它的來源通常是歐美，故名字亦多為外語音譯，以純片假名寫成，但已經加入了大量日本的食材、調味料以及烹飪方式，其口感和歐美的原版已大不相同。

## 定義
石井治兵衛在其1898年出版的著作《日本料理法大全》中寫道︰「洋食乃日本食品。」
在歐美國家，也直接以洋食的日文羅馬字「Yoshoku」去形容這日本獨創的西洋食品，而非使用英文原稱。

## 歷史
1870年起，隨著明治維新的開始，鎖國政策告終，明治天皇宣佈要學習西方思想文化以振興日本，西餐也成了其中一環。和現在的觀念不同，當時的日本人受到脫亞入歐論影響，認為西餐中肉類佔比大造就西方人體格高大、思想發達，比傳統和食更為健康，故明治時代的洋食亦以肉類為主。明治天皇因而廢除生類憐憫令，舉國上下全地推廣西餐。
到大正時代，由於洋食的價格高昂且一般百姓都不能負擔，洋食成為了日本人顯示身分地位的奢侈品，成為日本上流社會普遍的食物。
二戰後受駐日美軍影響，西方食材漸普及至日本的普通階層，而且價格愈加便宜。在日本經濟起飛後（1970年代以後），洋食更開始有飛越性的成長，從原本的貴族菜降級為日本庶民的食物，傳統的日本“和食”反而蛻變為高級料理。隨著日本戰後與歐美國家之間的交流日趨頻繁，在日本本土出現了非常多正宗的法國菜餐廳、意大利菜餐廳，此時日本人們才發現自己一直食用的“洋食”其實並不正宗，也對西方不同菜系的分類有了更加清醒的認識。“洋食”遂在日本人的認知中從西洋食品轉變為日本食品，之後此概念愈發強烈。
2000年之後，日本洋食已蛻變出如蛋包飯、日式咖喱飯等獨有的菜色，日本人也有意識的把日本洋食和正宗西餐做出區別，把洋食越做越精緻，並伴隨日本料理餐廳傳播至國外。

## 現狀
洋食起源於對西方菜餚資訊匱乏的年代，加上要配合本土口味，故日本人自行改造了西餐，在其中大量加入醬油、味噌這兩種調味料，並且採用“定食”的形式配上非常多的醃製蔬菜，於現在定型。
日式洋食現已自成一格並包含龐大的體系，甚至影響了臺灣和韓國的西餐體系，2010年代後大量传入中國大陸、馬來西亞、泰國、新加坡和美國等地。
薩莉亞是其中一家較知名的連鎖日式洋食店，在全球都有其營業據點。

## 菜式
- 日式咖喱飯
- 可樂餅
- 炸肉餅
- 日式炸豬排
- 蛋包飯
- 日式漢堡扒
- 香雅飯
- 土耳其飯
- 日式拿坡里義大利麵